# علم مدينة لندن
علم مدينة لندن هو مستمد من علم إنجلترا (وإن كان صورة طبق الأصل بخلاف السيف) بحيث يتكون العلم اللندني من صليب القديس جورج باللون الأحمر، متمركزاً على خلفية بيضاء، مع سيف القديس بولس باللون الأحمر مرفوعاً للأعلى وذلك في الربع الأيسر العلوي للعلم.
يُعتقد أن السيف الموجود بعلم مدينة لندن يرمز إلى السيف الذي قطع به رأس القديس بولس الذي هو شفيع وراعي المدينة. غيض السيف يشير دائما للأعلى. وبالتالي، عندما يتم وضع العلم على جانبها لافتة، سيتم طباعة السيف لرفع وجه وسوف يكون موجودا على اليسار كما هو معلق (انظر أدناه).
هذا العلم لا يمثل لندن الكبرى (التي ليس لها علماً خاص، بعيدا عن علم مجلس لندن الكبرى السابق)، بل يمثل فقط مدينة لندن التاريخية التي تغطي ما يقرب من 1 ميل مربع (2.6 كم 2).

## التاريخ والرمزية
العلم هو نفس شعاره، حيث ان شكل شعار المدينة مع وجود السيف الذي يرمز إلى السيف الذي قطع به رأس القديس بولس. وقد أصبح لاحقا القديس بولس رمزاً للمدينة منذ حوالي القرن الثالث عشر، وقد تم استبدال تمثيله بالكامل بتمثيله رمزياً بالسيف.
ويعتقد البعض أن السيف يمثل خنجر السير وليام والورث، رئيس عمدة لندن السابق، والذي قتل وات تايلر، زعيم ثورة الفلاحين، في عام 1381. ويعتبر هذا الاعتقاد عن وجود السيف خاطئ حيث أن السيف مستخدم على شعار المدينة قبل عدة أشهر من مقتل وات تايلر (طعن في يونيو، والشعار تم تصميمه في أبريل).
وقد كانت أول فكرة لوضع شعاراً للمدينة في 17 أبريل 1381 عندما كان يعتبر الختم القديم «غير لائق لشرف المدينة» وتم استبداله بتكليف من والورث. حيث أن كل من القديس بولس وسانت توماس بيكيت ظهرا في التصميم القديم وتم نقلهما إلى الشعار الجديد المماثل للتصميمات الحديثة.

## الاستخدام

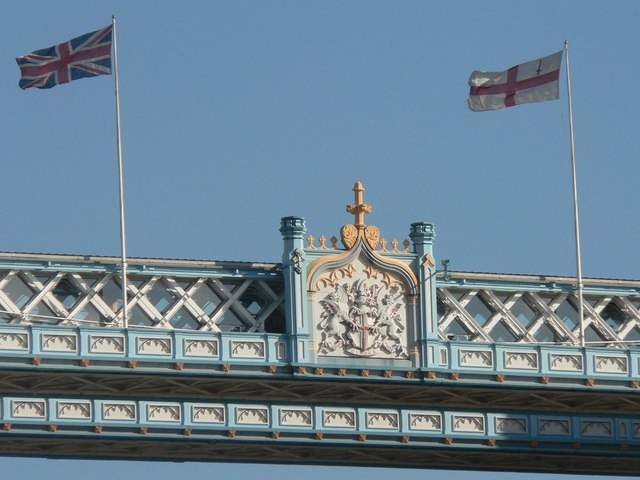
العلم على جسر لندن

يتم اطلاق العم من المباني المختلفة في المدينة مثل المباني الرسمية في غيلدهول (مقر السلطة في المدينة) ومانشن هاوس، المقر الرسمي لعمدة لندن.
ويمكن أيضا إطلاق العلم بمواقع خارج المدينة التي تديرها شركة مدينة لندن (الهيئة الحاكمة) مثل على جسر البرج، ومركز استقبال الحيوان في مطار هيثرو و هامستيد هيث. ويمكن أيضا أن ينظر إليه على بعض المعالم التابعة للمدينة. تم استخدام العلم على تصميم العملة المعدنية عام 2010 بالعملة التي قيمتها 1 جنيه.

## انظر ايضا
- شعار مدينة لندن
- Armorial of London
- علم لندن الكبرى  [لغات أخرى]‏
- Flag of the City of Genoa

## معلومات
1. ↑  جميع المراجع في هذه المقالة تتعلق بتلك المدينة فقط، وليس لندن الكبرى، ما لم يتم تحديدها.